# Anthenea sibogae
Anthenea sibogae är en sjöstjärneart som beskrevs av Doderlein 1915. Anthenea sibogae ingår i släktet Anthenea och familjen Oreasteridae. Inga underarter finns listade i Catalogue of Life.